# Eat Just
Eat Just, Inc. — приватна компанія зі штаб-квартирою в Сан-Франциско, Каліфорнія. Компанія розробляє і продає рослинні альтернативи яєчних продуктів традиційного виробництва. Eat Just була заснована в 2011 році Джошем Тетріком і Джошем Балком. Проєкт залучив близько 120 мільйонів доларів стартового венчурного капіталу і став «єдинорогом» в 2016 році, перевершивши оцінку в 1 мільярд доларів. Проєкт виступив стороною в декількох широко висвітлюваних дискусіях навколо інтересів традиційної яєчної промисловості, але також співпрацював з її представниками у виробництві та продажі продукції. У грудні 2020 року вирощена в лабораторії курятина стала першим вирощеним в лабораторії м'ясом, що отримало схвалення регулюючих органів Сінгапуру.

## Корпоративна історія

### 2011—2014
Eat Just Inc. була заснована в 2011 році під назвою The Eggs, а потім Hampton Creek Foods друзями дитинства Джошем Балком і Джошем Тетріком. Все почалося в Лос-Анджелесі, Каліфорнія, а потім продовжилося в гаражі Тетріка у Сан-Франциско в 2012 році. У той час в компанії працювало близько 30 осіб. Спочатку в неї було вкладено 500 000 доларів, а потім залучено 2 мільйони доларів венчурного фінансування від Khosla Ventures.
Перші два роки в Hampton Creek були витрачені на дослідження та розробки. Проводилися лабораторні дослідження різних сортів з метою ідентифікації рослинних білків із властивостями, подібними курячим яйцям, наприклад, желювання та емульгування. Eat Just створила автоматизований процес тестування рослин, який був запатентований в 2016 році. Така інформація, як посухостійкість, смак кожної рослини і можливі алергічні проблеми, була зібрана в базу даних під назвою Orchard.
У вересні 2013 року Whole Foods стала першою великою продуктовою мережею, яка почала продавати продукти Hampton Creek, коли вона почала використовувати JUST Mayo у деяких готових продуктах. Потім поступили угоди з Costco і Safeway. До початку 2014 року компанія залучила 30 млн доларів венчурного фінансування. Пізніше в тому ж році вона залучила ще 90 мільйонів доларів.
American Egg Board відреагувала на зростання Hampton Creek та інших компаній-замінників яєць рекламною кампанією під слоганом «Не приймати замінників».

### 2014—2016
У жовтні 2014 року конкурент Unilever подав до суду на Hampton Creek Foods, стверджуючи, що назва «JUST Mayo» вводить споживачів в оману, змушуючи повірити в те, що продукт містить справжні яйця. Громадська думка сприяла Hampton Creek, і більше 100 000 чоловік у кінцевому підсумку підписали петицію на Change.org з проханням до Unilever «припинити знущання над стійкими харчовими компаніями». Unilever відкликала свій позов через шість тижнів після його подачі. Однак Управління з продовольства і медикаментів (FDA) направило лист із попередженням, в якому говорилося, що назва Just Mayo вводить споживачів в оману, оскільки продукт повинен містити справжні яйця, щоб його можна було назвати «майонезом». У грудні 2015 року компанія Hampton Creek досягла угоди з FDA, щоб на упаковці Just Mayo було більш чітко вказано, що вона не містить справжніх яєць. Публічність судового процесу і брак яєць через пташиний грип сприяли подальшому зростанню Hampton Creek.
У 2016 році, у статті Bloomberg повідомлялося про докази, які свідчать про те, що Hampton Creek скуповувала власні продукти із полиць магазинів, щоб збільшити обсяги продажів під час збору коштів. У відповідь в Hampton Creek заявили, що це частина нестандартної програми контролю якості. Комісія з цінних паперів і бірж та Міністерство юстиції почали розслідування, яке було закрито в березні 2017 року після того, як прийшли до висновку, що звинувачення несуттєві.

### 2016— наш час
До 2016 року в Eat Just було 142 співробітника. У кінці того ж року компанія також значно розширила лабораторні випробування перспективних рослинних білків, використовуючи роботів і автоматизацію. У серпні 2016 року Hampton Creek привернула ще один раунд фінансування від інвесторів. Фінансування зробило компанію «єдинорогом» із оцінкою більше 1 мільярда доларів, але сума фінансування не розголошується.
У червні 2017 року Target припинила продаж продуктів Hampton Creek після того, як побачила анонімний лист, в якому говорилося про проблеми з безпекою харчових продуктів, таких як сальмонела та лістерія, на виробничому підприємстві Eat Just. Target заявила, що ні один із її клієнтів не повідомив про захворювання, а розслідування FDA не виявило жодних забруднюючих речовин у продуктах Hampton Creek.
Кілька керівників Hampton Creek були звільнені у 2017 році після того, як компанія заявила, що вони намагалися відібрати у генерального директора Джоша Тетріка контроль над компанією. До липня 2017 року всі директори ради були звільнені, пішли у відставку або стали консультантами, за винятком генерального директора і засновника Джоша Тетріка, за повідомленнями, через суперечки з генеральним директором. Призначені п'ять нових членів ради директорів.
Hampton Creek почала перетворювати свій вебсайт і інші бренди, щоб зосередитися на назві Just в червні 2017 року. Юридичну назву компанії було змінено через рік. Це викликало судовий процес через товарний знак з компанією Just, що виготовляла бутильовану воду (керівник Джейден Сміт).
У кінці 2019 року Eat Just Inc. придбала своє перше виробниче підприємство. Завод площею 30 000 квадратних футів в Епплтоні, штат Міннесота, спочатку був заводом Del Dee Foods. Із лютого по липень 2020 року продажі Eat Just виросли більш ніж на 100 % через пандемію COVID-19 .
У 2020 році Eat Just створила азіатську дочірню компанію з Proterra Investment Partners Asia. Через спільне підприємство Proterra пообіцяла інвестувати до 100 мільйонів доларів і разом із Eat Just почала будівництво виробничого підприємства в Сінгапурі.

## Продукти харчування

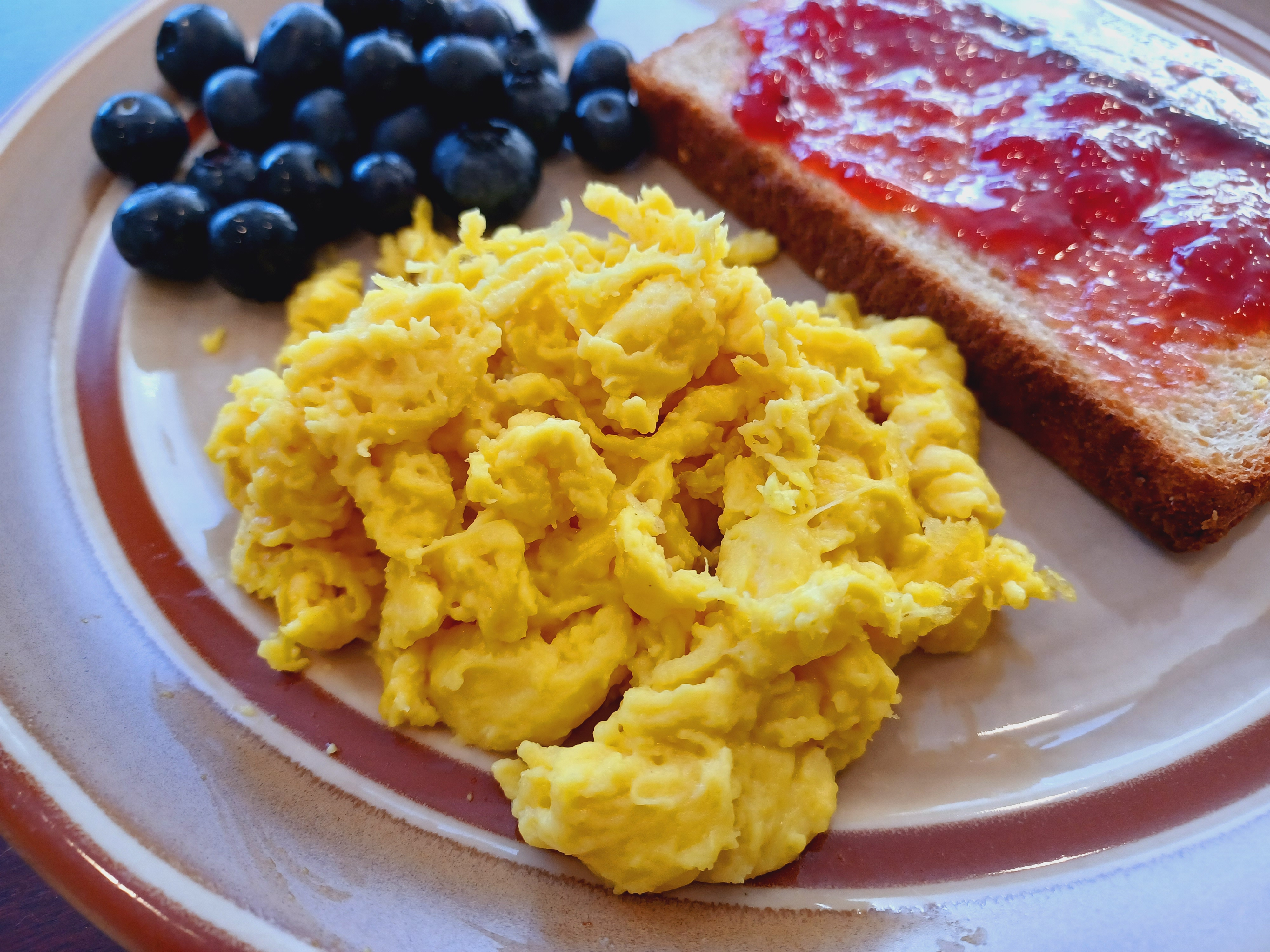
JUST Egg

Eat Just розробляє і продає рослинні замінники продуктів, в яких зазвичай використовуються курячі яйця, таких як яєчня-бовтанка і майонез. Компанія найбільш відома своїм рослинним яйцем JUST Egg, зробленим із маша і замінником майонезу JUST Mayo, який виготовляється в основному з різновиду канадського жовтого гороху. За даними Eat Just, станом на 2020 рік компанія виробила харчових продуктів на суму, що еквівалентна 60 мільйонів яєць.
Замінники яєць компанії розроблені шляхом виявлення рослинних білків, які виконують функцію, для якої зазвичай використовуються яйця, наприклад зв'язування або емульгування. Так рослинні білки аналізуються на молекулярну масу, амінокислотні послідовності та ефективність при нагріванні або тиску. Велика частина тестування зосереджена на пошуку рослин із високим вмістом білка з визначеними типами білків.
Перший продукт Eat Just, Beyond Eggs, призначався для заміни яєць при випічці й був випущений в лютому 2013 року. Він зроблений з гороху та інших інгредієнтів. Пізніше Eat Just розробила замінники майонезу і тіста для печива на рослинній основі. Спочатку компанія зосередилася на продуктах, в яких інгредієнтом використовуються яйця, наприклад, кексах. У липні 2017 року компанія почала продавати замінник яєчної бовтанки під назвою Just Egg, що приготований з маша. У січні 2020 року в продаж надійшла заморожена версія.
У кінці 2017 року Eat Just оголосила про розробку лабораторного м'ясного продукту для виробництва курячих нагетсів. М'ясо вирощують в біореакторі в рідині, що містить амінокислоти, цукор і сіль. Курячі нагетси на 70 % складаються із м'яса, вирощеного в лабораторії, а решта — із білків машата інших інгредієнтів. Компанія також працює над вирощуванням в лабораторії японської яловичини ваґю. Вирощене в лабораторії м'ясо, також відоме як культивоване або клітинне м'ясо, не може продаватися на комерційній основі, поки це не дозволено державними регулюючими органами.
У грудні 2020 року уряд Сінгапуру схвалив вирощене в лабораторії м'ясо, що було створене Eat Just.